# Zborów (stacja kolejowa)
Zborów (ukr. Зборів, ros. Зборов) – stacja kolejowa w miejscowości Młynowce, w rejonie zborowskim, w obwodzie tarnopolskim, na Ukrainie. Jej nazwa pochodzi od pobliskiego miasta Zborowa.
Stacja powstała w XIX w..